# Johann Christian Benjamin Gottschick
Johann Christian Benjamin Gottschick (1776 i Niedergorbitz ved Dresden – 19. december 1844 i Dresden) var en tysk kobberstikker, tegner og raderer.
Med base i Dresden udførte han illustrationer til en række skuespil og digte, således digte (1814) af Johann Nikolaus Götz og dramaet Johannes (1815) af Friedrich Adolf Krummacher, digte (1815) af Johann Gottfried Seume, digte (1816) af Ewald Christian von Kleist samt Froschmeuseler af Georg Rollenhagen (1822). Han har udført portrætter, blandt andre af Ludvig Holberg.
- Wikimedia Commons har flere filer relateret til Johann Christian Benjamin Gottschick